# 克卜勒40
克卜勒40（Kepler-40），舊稱 KOI-428，是一顆位於天鵝座的光譜類型 F 型的恆星。該恆星目前已知至少擁有一顆行星，即克卜勒40b。克卜勒40的質量大約是太陽的1.5倍，半徑超過太陽的2倍，是至今擁有凌日行星中體積最大、且演化階段最晚的恆星。克卜勒40是克卜勒太空望遠鏡第一個標定可能有行星凌日的恆星，並且資料公開後一組法國和瑞士天文學家使用接下來的資料確認了克卜勒40b這顆熱木星的存在，並且觀測結果於2011年1月4日在期刊上公開。

## 觀測歷史
克卜勒40是 NASA 以凌日法搜尋太陽系外行星的克卜勒太空望遠鏡第一個鎖定的恆星。它在該任務自2009年5月中到6月中這最早的33.5日任務中因為偵測到了可能的凌星現象，被列入 Kepler Object of Interest（KOI）目錄中。由克卜勒太空望遠鏡光度計觀測的，包含克卜勒40和它可能凌星天體資料之後向大眾公開。
克卜勒40的資料由一組法國和瑞士天文學家進行分析，一開始分析的結果是假陽性。當所有明顯的假陽性資訊被清除後，該團隊使用上普羅旺斯天文台的SOPHIE階梯光柵攝譜儀對克卜勒40進行徑向速度觀測。收集資料後進行分析檢視它是否為聯星系統或擁有一顆系外行星，之後認定它有行星存在，使克卜勒40b的存在被確認。
在克卜勒40b的存在被確認後，該組天文學家對母恆星進行光譜觀測以確定恆星各項性質。克卜勒40是第6個擁有行星的恆星中半徑超過太陽1.8倍的，並且在發現後確認它是擁有凌日行星中演化階段最晚的。
克卜勒40和它的行星相關論文於2010年9月15日送到《天文与天体物理学报》，並於2011年1月4日出版。

## 恆星性質
克卜勒40屬於 F 型恆星，質量是太陽的1.48倍，半徑則是太陽的2.13倍。它的表面有效溫度是比太陽高溫的6510 K，金屬量指數 [Fe/H] = 0.10，代表它的金屬量是太陽的1.26倍。
克卜勒40在發現後至今是擁有凌日行星中體積最大、演化階段最晚的。克卜勒40是第6顆被發現有凌日行星的恆星半徑超過太陽1.8倍的，而這些恆星包含了开普勒5和开普勒7。
克卜勒40距離地球2700秒差距或8806.4光年，比其他克卜勒太空望遠鏡先前發現有行星的所有恆星更遠。它的視星等是無法被肉眼觀察的14.58，低於其他先前克卜勒太空望遠鏡發現有行星的恆星。

## 行星系
克卜勒40b是第一個，也是至今唯一一個在如此距離之外以凌日法發現的系外行星。該行星的質量大約是木星的2.2倍或地球的700倍。該行星的半徑是木星的1.17倍，密度是1.68 grams/cm3。該行星的表面平衡溫度是1620 K，超過地球表面平衡溫度的6倍，公轉週期6.87日，距離母恆星0.081天文單位。
| 成員 (依恆星距離) | 质量   | 半長軸 (AU) | 轨道周期 (天) | 離心率 | 傾角 | 半径 |
| ----------------- | ------ | ----------- | ------------- | ------ | ---- | ---- |
| b                 | 2.2 MJ | 0.081       | 6.87          | (0)    | —    | —    |